# Mormodes jamanxinensis
Mormodes jamanxinensis är en orkidéart som beskrevs av Marcos Antonio Campacci och J.B.F.Silva. Mormodes jamanxinensis ingår i släktet Mormodes och familjen orkidéer. Inga underarter finns listade i Catalogue of Life.